# Alberto Agustín Castillo
Pour les articles homonymes, voir Castillo.
Alberto Agustín Castillo Gallardo, né le 5 mai 1963 à Chincha Alta, est un footballeur international péruvien qui évoluait au poste de milieu de terrain. 
Surnommé au Pérou Chochera, il est actuellement entraîneur.

## Biographie

### Carrière de joueur
Sa carrière de joueur commence en 1979 à l'Atlético Chalaco de Callao. Il y a l'occasion de participer à la Copa Libertadores, disputant trois rencontres dans cette compétition en 1980 (deux face à River Plate et une face au Vélez Sarsfield). Il s'engage par la suite au Deportivo Municipal où il évolue de 1984 à 1987, puis s'expatrie en Équateur afin de jouer pour le CD Cuenca à la fin des années 1980. Il poursuit sa carrière en Amérique centrale, notamment au Salvador, en jouant pour l'Atlético Marte, le CD Águila et le CD FAS. C'est au sein de ce dernier club qu'il raccroche les crampons en 1997.
Pré-sélectionné en équipe du Pérou afin de jouer la Coupe du monde 1982, il n'est finalement pas retenu dans la liste finale. Il ne dispute qu'une seule rencontre avec la Blanquirroja, le 21 juillet 1983, contre le Chili, à Lima (défaite 0-1).

### Carrière d'entraîneur
C'est dans le football salvadorien qu'Agustín Castillo fera parler de lui. En effet, entraîneur du CD FAS entre 2001 et 2005, il y est sacré cinq fois champion du Salvador (voir palmarès). Ces succès lui ouvrent les portes d'autres clubs du pays (CD Chalatenango, CD Águila, Luis Ángel Firpo) mais surtout il se voit confier les rênes de l'équipe du Salvador en décembre 2012. 
Avec la Selecta, il atteint les quarts-de-finale de la Gold Cup 2013 (élimination face aux États-Unis) et quitte cette sélection centraméricaine fin 2013 avec un bilan de 11 rencontres dirigées (deux victoires, trois nuls et six défaites).
En dehors du Salvador, Chochera Castillo connaît d'autres expériences sur le banc, notamment au CD Suchitepéquez du Guatemala (qu'il dirige à deux reprises) et aussi dans son pays natal (Deportivo Municipal où il fait ses débuts en 1999, Sport Boys, Unión Comercio et Deportivo Llacuabamba).

## Palmarès

### Palmarès d'entraîneur
CD FAS
- Championnat du Salvador (5) :
  - Champion : 2002 (Clô.), 2002 (Ouv.), 2003 (Ouv.), 2004 (Ouv.) et 2005 (Clô.).